# Isoglossa rutenbergiana
Isoglossa rutenbergiana är en akantusväxtart som beskrevs av Wilhelm Vatke. Isoglossa rutenbergiana ingår i släktet Isoglossa och familjen akantusväxter. Inga underarter finns listade i Catalogue of Life.